# Михайло-Жукове
Михайло-Жуко́ве — село в Україні, у Новомар'ївській сільській громаді Вознесенського району Миколаївської області. Населення становить 445 осіб. Колишній орган місцевого самоврядування — Григорівська сільська рада. 

## Населення
Згідно з переписом УРСР 1989 року чисельність наявного населення села становила 461 особа, з яких 204 чоловіки та 257 жінок.
За переписом населення України 2001 року в селі мешкали 443 особи.

### Мова
Розподіл населення за рідною мовою за даними перепису 2001 року:
| Мова       | Відсоток |
| ---------- | -------- |
| українська | 51,46 %  |
| російська  | 45,62 %  |
| молдовська | 2,47 %   |
| циганська  | 0,45 %   |